# Russell Motor Car Company

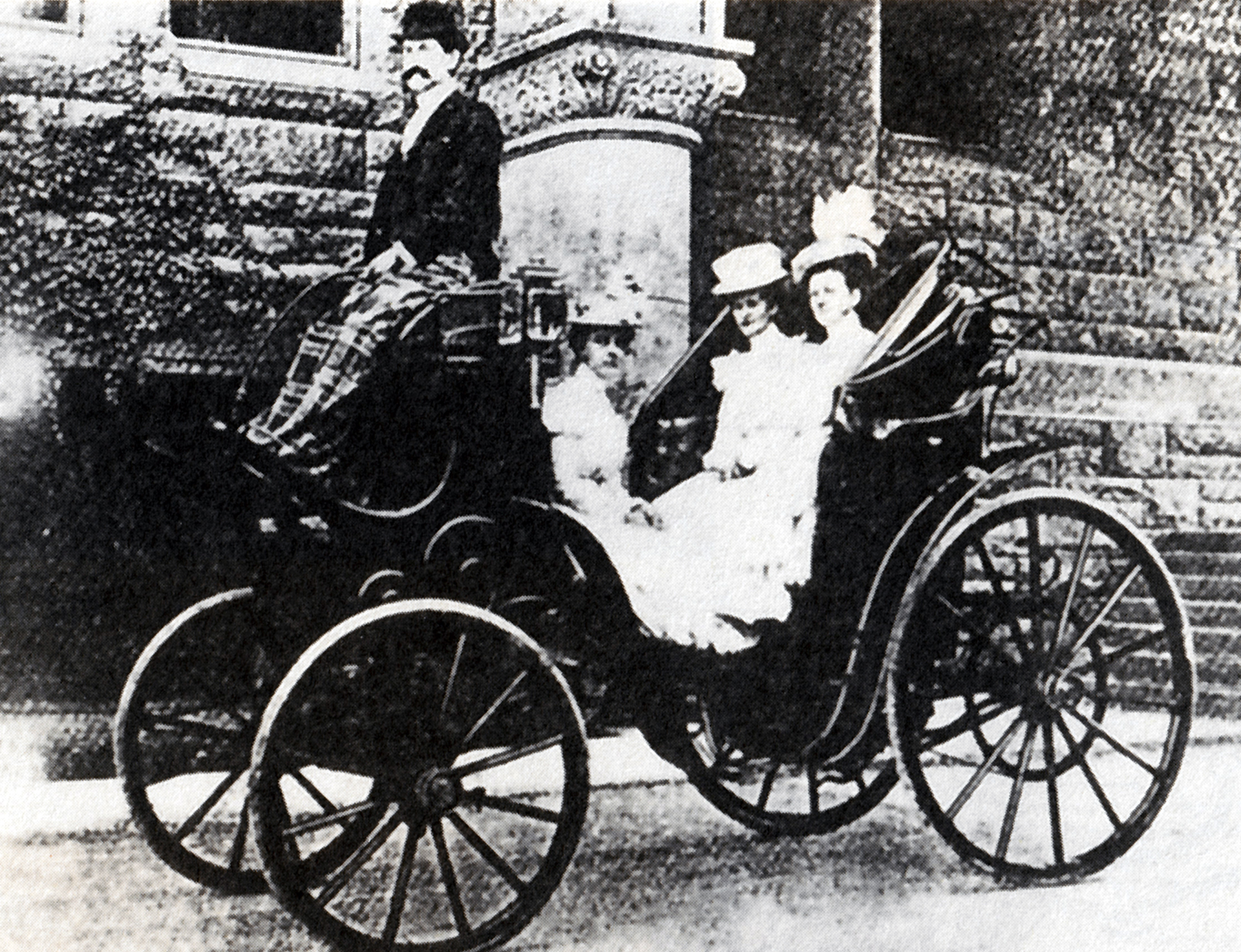
Ivanhoe

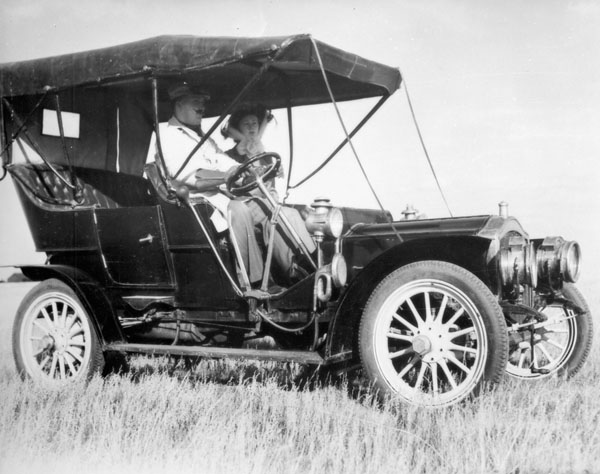
Russell von 1908

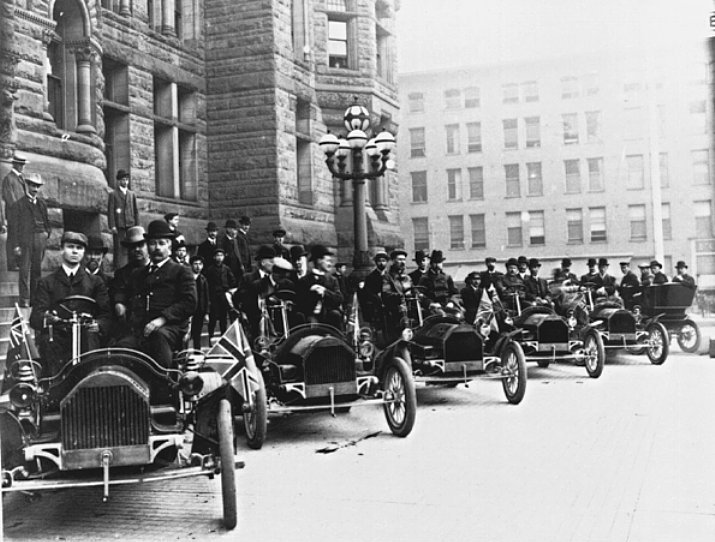
Eine Reihe von Russell-Fahrzeugen von etwa 1909

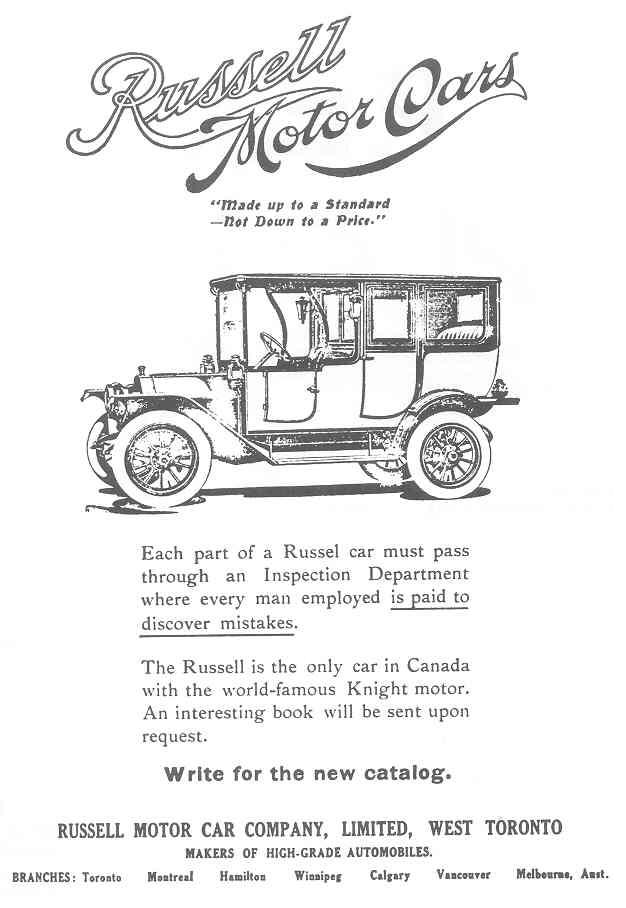
Anzeige des Unternehmens aus der Zeit von 1909 bis 1912

Russell Motor Car Company Ltd., vorher Canada Cycle & Motor Co., war ein kanadischer Hersteller von Fahrzeugen.

## Unternehmensgeschichte
Das Unternehmen Canada Cycle & Motor Co. wurde im September 1899 in Toronto zur Fahrradproduktion gegründet. Im Wesentlichen waren die Fahrradabteilung von Massey-Harris und der Fahrradhersteller H. A. Lozier & Company (mit der Marke Cleveland) beteiligt, ferner noch Welland Vale Manufacturing Company (Welland Vale), Goold Bicycle Company (Brantford) und Gendron Manufacturing Company (Gendron).
Ab 1900 entstanden die ersten Kraftfahrzeuge, die als Massey-Harris angeboten wurden. 1903 begann mit der Übernahme des Werkes von Canadian Motors die Produktion von Elektroautos, die als Ivanhoe angeboten und bis 1905 hergestellt wurden. Danach standen Fahrzeuge mit Ottomotoren im Sortiment, die nach dem Generalmanager T. A. Russell als Russell vermarktet wurden. 1909 wurden die alleinigen Herstellungsrechte für Kanada für den Schiebermotor von Charles Yale Knight erworben und die Motoren zunächst von der Daimler Motor Company bezogen. 1910 kam es zu einer Produktionsunterbrechung. Ab 1912 wurde unter der Firmierung Russell Motor Car Company  weiter produziert. Der Markenname lautete ab 1912 für 1913er Modelle mit Schiebermotoren Russell-Knight.
Im Oktober 1915 gab es Gespräche mit John North Willys von Willys-Overland, die zu einer Übernahme durch Willys-Overland führten.

## Fahrzeuge

### Markenname Massey-Harris
Durch die Beteiligung von Lozier hatte das Unternehmen die Rechte zum Nachbau des De-Dion-Bouton-Einzylindermotors. Auf Basis des De-Dion-Bouton-Motordreirads und des De-Dion-Bouton-Quadricycles begann im Winter 1899/1900 die Entwicklung ähnlicher Fahrzeuge. Sie wurden zwischen 1900 und 1902 angeboten. Ein Einzylindermotor nach Lizenz von De Dion-Bouton trieb die Fahrzeuge an. Das Motordreirad war von einem Fahrrad abgeleitet, hatte aber eine Hinterachse. Der Motor war oberhalb der Hinterachse montiert und trieb diese an. Das Quadricycle hatte anstelle eines einzelnen Vorderrades eine Vorderachse. Zwischen den Vorderrädern war je nach Ausführung ein Passagiersitz oder eine Ladefläche. Die Canada Post testete das Quadricycle für Transportzwecke und nahm daraufhin sowohl Drei- als auch Vierräder ab. Letztendlich waren die Fahrzeuge aber zu leicht und untermotorisiert für kanadische Straßen. Einige Vierräder wurden 1901 und 1902 auch nach Australien exportiert.

### Markenname Ivanhoe
Das einzige Modell war ein Runabout. Der Elektromotor stammte von Westinghouse. Eine Kette übertrug die Motorleistung auf die Hinterachse. Die Batterien waren für eine bessere Gewichtsverteilung in zwei Gruppen aufgeteilt und sowohl vorne als auch hinten im Fahrzeug platziert. Vollgummireifen und Luftreifen standen zur Wahl. Die Höchstgeschwindigkeit war mit 22 km/h angegeben, und die Reichweite mit 64 km.

### Markenname Russell
Das erste Modell hatte einen Zweizylindermotor mit 14 PS Leistung. Es hatte Kardanantrieb und Lenkradschaltung. Hiervon entstanden bis 1906 etwa 25 Fahrzeuge. Model B mit 16-PS-Motor und Model C mit einem Vierzylindermotor mit 24 PS Leistung folgten 1906. 1907 kam ein Siebensitzer mit Vierzylindermotor und 40 PS Leistung dazu. 1908 folgte ein Modell mit 50-PS-Motor. Bis 1910 gab es ein Modell mit 30-PS-Motor.
Die ersten beiden Modelle mit Schiebermotoren hatten 1910 22 PS bzw. 38 PS Leistung. Fünfzehn verschiedene Karosserieaufbauten standen zur Wahl.
1915 erschien mit dem 6-30 nochmals ein Modell mit einem Ventilmotor, der diesmal von Continental zugeliefert wurde. Eine andere Quelle nennt das Modell Light Six und gibt an, dass es einen Sechszylindermotor mit SV-Ventilsteuerung hatte.
Außerdem gab es Lastkraftwagen und Omnibusse dieses Markennamens.

### Markenname Russell-Knight
1912 erschienen zwei neue Modelle. Das kleinere hatte einen Vierzylindermotor mit 28 PS Leistung. Das größere mit einem Sechszylindermotor mit 42 PS Leistung hatte einen Radstand von 3604 mm. Beide hatte elektrisches Licht, Anlasser und Linkslenkung. Die Fahrzeuge wurden ohne ausreichende Tests auf den Markt gebracht und bereiteten Probleme. 1915 ersetzte ein Modell mit 32 PS Leistung beide Modelle.
Im Canada Science and Technology Museum in Ottawa ist ein Modell 28 (Baujahr 1914) aus der Familie des Unternehmensgründers ausgestellt.